# Quận của tỉnh Seine-et-Marne
5 quận của tỉnh Seine-et-Marne gồm:
1. Quận Meaux, (quận lỵ: Meaux) với 8 tổng và 128 xã. Dân số của quận này là 231.658 người năm 1990, 258.365 người năm 1999, tăng trưởng dân số là 11.53%.
2. Quận Melun, (tỉnh lỵ của tỉnh Seine-et-Marne: Melun) với 10 tổng và 91 xã. Dân số của quận này là 304.806 người năm 1990, và 334.950 người năm 1999, tăng trưởng dân số là 9.89%.
3. Quận Provins, (quận lỵ: Provins) với 9 tổng và 165 xã. Dân số của quận này là 105.384 người năm 1990, và 112.020 người năm 1999, tăng trưởng dân số là 6.3%.
4. Quận Fontainebleau, (quận lỵ: Fontainebleau) với 6 tổng và 87 xã. Dân số của quận này là 134.111 người năm 1990, và 144.849 người năm 1999, tăng trưởng dân số là 8.01%.
5. Quận Torcy, (quận lỵ: Torcy) với 10 tổng và 43 xã. Dân số của quận này là 302.207 người năm 1990, và 343.583 người năm 1999, tăng trưởng dân số là 13.69%.